# جوزيف بانكس
جوزيف بانكس، البارونيت الأول (بالإنجليزية: Joseph Banks)‏، رئيس الجمعية الملكية، (24 فبراير 1743 - 19 يونيو 1820) هو عالم طبيعة الإنجليزي، وعالم نبات، وراعي علوم الطبيعية.
صنع بانكس اسمًا له في رحلة تاريخ الطبيعة لعام 1766 إلى نيوفاوندلاند ولابرادور. شارك في أول رحلة رائعة للكابتن جيمس كوك (1768-1771)، حيث زار البرازيل وتاهيتي، وبعد 6 أشهر في نيوزيلندا، أستراليا، عاد واشتهر على الفور. تولّى منصب رئيس الجمعية الملكية لأكثر من 41 عامًا. ونصح الملك جورج الثالث في الحدائق النباتية الملكية «كيو»، بإرسال علماء النبات في جميع أنحاء العالم لجمع النباتات، وجعل «كيو» من الحدائق النباتية الرائدة في العالم. كان له الفضل في جلب 30000 عينة نباتية من حول العالم؛ اكتشف من بينهم 1400.
دعا بانكس إلى الاستيطان البريطاني في نيو ساوث ويلز واستعمار أستراليا، وكذلك إنشاء خليج بوتاني كمكان لاستقبال المدانين، وتقديم المشورة للحكومة البريطانية بشأن جميع المسائل الأسترالية. ويعود الفضل إليه في تقديم نباتات الأوكالبتوس والأكاسيا والجنس المسمى باسمه، بانكسيا، إلى العالم الغربي. حوالي 80 نوعًا من النباتات تحمل اسمه. كان المؤسس الرئيسي للرابطة الأفريقية وعضوًا في جمعية ديلتانتي، التي ساعدت في تأسيس الأكاديمية الملكية.

## نشأته
وُلد بانكس في شارع أرجيل، سوهو (أحد أحياء لندن)، لأبيه ويليام بانكس، أحد أغنياء وملوك منطقة لنكولنشاير وأحد أعضاء مجلس العموم، وزوجته سارة، ابنة وليام بيت. عُمّد في كنيسة سانت جيمس، بيكاديللي، في 20 فبراير 1743. كان لديه أخت صغيرة، سارة صوفيا بانكس، وُلدت في عام 1744.

### التعليم
تعلَّم بانكس في مدرسة هارو منذ سن التاسعة ثم في كلية إيتون من عام 1756؛ ومن بين الأولاد الذين التحقوا بالمدرسة زميله المستقبلي على السفينة قسطنطين فيبس.
استمتع بانكس باستكشاف ريف لينكولنشاير عندما كان صبيًا وقدَّم اهتمامًا كبيرًا بالطبيعة والتاريخ وعلم النبات.
عندما كان عمره 17 عامًا، أُعطِيَ لقاح الجدري، لكنه أصيب بالمرض ولم يعد إلى المدرسة. في أواخر عام 1760، سُجّل من السادة المعروفين في جامعة أكسفورد. في جامعة أكسفورد، درس في كنيسة المسيح، حيث تركزت دراساته إلى حد كبير على التاريخ الطبيعي بدلاً من المناهج الكلاسيكية.
صمَّم على تلقي تعليمات في علم النباتات، دفع لعالم النبات إسرائيل ليونز في كامبريدج ليوفر له سلسلة من المحاضرات في جامعة أكسفورد في عام 1764.
غادر بانكس أوكسفورد إلى تشيلسي في ديسمبر 1763. استمر في الالتحاق بالجامعة حتى عام 1764، لكنه غادر تلك السنة دون الحصول على شهادة. توفي والده في عام 1761، لذلك عندما وصل بانكس إلى سن 21، ورث كل ممتلكات دير ريفيسبي، في لنكولنشاير، ليصبح المالك المحلي وقاضي الصلح، قسَّم وقته بين لينكولنشاير ولندن. من منزل والدته في تشيلسي، واصل اهتمامه بالعلوم من خلال حضوره لحديقة «تشيلسي فيزيك» في جمعية دار العبادة للعطارين والمتحف البريطاني، حيث التقى دانيال سولاندر.
بدأ في تكوين صداقات بين العلماء في عصره والتحدث مع كارل لينيوس، الذي تعرف عليه من خلال سولاندر. ومع زيادة نفوذ بانكس، أصبح مستشارًا للملك جورج الثالث، حثَّ الملك على دعم رحلات الاستكشاف إلى أراضٍ جديدة، على أمل أن ينغمس في اهتمامه بعلم النبات. أصبح ماسوني في وقت ما قبل 1769.

## نيوفاوندلاند ولابرادور
في عام 1766، انتُخِب بانكس في عضوية الجمعية الملكية، وفي نفس العام، وهو في الثالثة والعشرين من عمره، ذهب مع فيبس على متن الفرقاطة إتش إم إس النيجر إلى نيوفاوندلاند ولابرادور بهدف دراسة تاريخهم الطبيعي. صنع اسمه من خلال نشر أول أوصاف لينيون للنباتات والحيوانات في نيوفاوندلاند ولابرادور. وثّق بانكس أيضًا 34 نوعًا من الطيور، بما في ذلك الأوك العظيم، الذي انقرض في عام 1844.
في 7 مايو، لاحظ عددًا كبيرًا من «طيور البطريق» التي تسبح حول السفينة على ضفاف جراند بانكس، حُدّدت لاحقًا العينة التي جمعها في خليج شاتو، لابرادور، على أنها من صنف الأوك العظيم.

## رحلة السَّعي
عُيّن بانكس في بعثة علمية مشتركة تابعة للبحرية الملَكية والمجتمع الملَكي إلى جنوب المحيط الهادئ في سفينة إتش إم إس إنديفور1768-1771، كانت هذه أولى رحلات جيمس كوك للاكتشاف في تلك المنطقة. جمع بانكس ثمانية آخرين للانضمام إليه: عالِم الطبيعة السويدي دانييل سولاندر، وعالِم الطبيعة الفنلندي هيرمان سبورنج (الذي شغل أيضًا منصب السكرتير الشخصي لبانكس وبصفته رسّام)، والفنانين سيدني باركينسون وألكساندر بوشان، وأربعة موظفين من مؤسسته: جيمس روبرتس، بيتر بريسكو، توماس ريتشموند، وجورج دورلتون.
في عام 1772، سافر مع جيمس كوك ورَسَوَا في بلدة سيمون الذي يُعرف الآن بجنوب إفريقيا. حيث التقى كريستوف براند وبدأت الصداقة. كان عرّاب حفيد براند كريستوف براند.
وصلت الرحلة إلى البرازيل، حيث قدم بانكس أول وصف علمي لنبات الحدائق الشائع الآن، نبات البوغانفيليا (سُمّي على اسم نظيره الفرنسي كوك، لويس أنطوان دي بوغانفيل)، وإلى أجزاء أخرى من أمريكا الجنوبية. ثم انتقلت الرحلة إلى تاهيتي (حيث لوحظ عبور الزُّهرة، الغرض العلني للبعثة)، إلى نيوزيلندا.
انتقلا من هناك إلى الساحل الشرقي لأستراليا، حيث قام كوك برسم خريطة الساحل وهبط في خليج بوتاني، ثم في راوند هيل (23-25 مايو 1770)، الذي يُعرف الآن باسم بلدة 1770 وفي نهر إنديفور (بالقرب من كوكتاون) في كوينزلاند، حيث أمضَيا ما يقارب سبعة أسابيع على الشاطئ بينما تم إصلاح السفينة بعد أن عَلِقت في الحيّد المرجاني العظيم.
أثناء تواجدهما في أستراليا، صنع كل من بانكس ودانييل سولاندر وعالم النبات الفنلندي الدكتور هيرمان سبورنج جونيور أول مجموعة رئيسية من النباتات الأسترالية، حيث وصفوا العديد من الأصناف الجديدة في العلوم.
وضَّح الفنان سيدني باركنسون ما يقارب 800 عينة وأظهرها في «بانك فلوريليجيوم» التي نُشرت أخيرًا في 35 مجلداً بين عامي 1980 و1990. ومن الجدير بالذكر أيضًا أنه خلال الفترة التي تم فيها إصلاح سفينة «إنديفور»، لاحظ بانكس وجود الكنغر، وسُجّل لأول مرة باسم «كنغر» في 12 يوليو 1770 في مقدمة في مذكراته.

## العودة إلى بلد المنشأ
عاد بانكس إلى إنجلترا في 12 يوليو 1771 وأصبح مشهورًا على الفور. أراد الذهاب مع كوك في رحلته الثانية، التي بدأت في 13 مايو 1772، لكن نشأت صعوبات حول متطلبات بانكس العلمية على متن سفينة كوك الجديدة. اعتبرت الأميرالية مطالب بانكس غير مقبولة ودون سابق إنذار، لذلك سُحب إذنه بالإبحار. رتَّب بانكس على الفور رحلة استكشافية بديلة، وفي يوليو 1772، زار برفقة دانييل سولاندر جزيرة وايت، هيبرايدس، أيسلندا، وجزر أوركني، على متن سفينة السيد لورانس.
في آيسلندا، صعدا إلى جبل هيكلا وزارا جيسير العظيم، وكانا أول زائرين علميَّين إلى ستافا في هبريدس الداخلية. عادا إلى لندن في نوفمبر، مع العديد من العينات النباتية، عبر أدنبره، حيث أجرى جيمس بوزويل مقابلة مع بانكس وسولاندر. في عام 1773، قام بجولة في جنوب ويلز بصحبة الفنان بول ساندبي. عندما استقرَّ في لندن، بدأ العمل في كتابه فلوريلجيوم.
بقيَ على اتصال مع معظم العلماء في عصره، وانتُخِب عضوًا أجنبيًا في الأكاديمية الملكية السويدية للعلوم في عام 1773، وأضاف اهتمامًا جديدًا عندما انتُخب لجمعية ديلتانتي في عام 1774. وكان بعد ذلك سكرتيرًا لهذه الجمعية من 1778 إلى 1797. في 30 نوفمبر 1778، انتُخب رئيسًا للجمعية الملكية، وهو المنصب الذي كان يشغله بتميّز كبير لأكثر من 41 عامًا.